# Chalvey
Chalvey is een plaats in het bestuurlijke gebied Slough, in het Engelse graafschap Berkshire. De plaats is tegenwoordig een buitenwijk van Slough.
De plaats wordt het eerst genoemd in 1217 als Cealf.